# ادگ فست
ادگ فست (انگلیسی: Edgefest) جشنواره راک سالانه در کانادا در فضای باز بود. این جشنواره توسط کارکنان ایستگاه رادیویی تورنتو CFNY-FM تأسیس شد. از سال ۱۹۸۷ تا ۲۰۱۵، این جشنواره هر سال در تابستان (به جز سال ۲۰۰۷) برگزار می‌شد. این جشنواره بیشتر در روز کانادا در مولسون پارک در بری، انتاریو یا مکانی در تورنتو برگزار می‌شد.